# Anacroneuria valle
Anacroneuria valle är en bäcksländeart som beskrevs av Maria del Carmen Zúñiga och Martha Lucia Baena 1999. Anacroneuria valle ingår i släktet Anacroneuria och familjen jättebäcksländor. Inga underarter finns listade i Catalogue of Life.